# Medion
MEDION AG est une entreprise allemande fondée en 1983 présente dans le monde à travers plus de 25 filiales en Europe, aux États-Unis et en Asie. Le constructeur conçoit et fabrique une large gamme de produits multimédia comme de l'électronique grand public, PC, Notebooks, GPS, TV, etc.
La marque appartient au chinois Lenovo depuis juin 2011.

## Histoire
L'entreprise naît en 1983 par l'alliance de l'investisseur Gerd Brachmann avec Helmut Linnemann, sous la désignation Brachmann & Linnemann OHG, puis adopte le nom Medion en 1985 pour distribuer des produits d'électronique grand public. Introduite en bourse dès le 2 octobre 1998, elle entame une période de croissance à deux chiffres jusqu'en 2004. Mais la réduction des dépenses des ménages et sa forte dépendance à de grandes enseignes telles que Aldi lui portent préjudice dès 2005 ; de mauvais chiffres qui se confirment en 2006. Le rapport du 29 mars 2008 montre un redressement de la situation en 2007, avec un retour léger de la croissance, une fragilité qui se maintiendra par la suite jusqu'à son rachat par Lenovo en 2011.

## Structure de l'actionnariat
| Part dans le capital | Actionnaire                 |
| -------------------- | --------------------------- |
| 79,64 %              | Lenovo Germany Holding GmbH |
| 10,00 %              | Paul Singer                 |
| 7,72 %               | Action en réserve           |
| 2,64 %               | Flottant                    |

Situation au 15 août 2012

## Produits
L'éventail des offres Medion s'étend de l'autoradio aux ordinateurs, en passant par les téléviseurs, les récepteurs GPS, la liseuse électronique, les caméras embarquées ou encore les smartphones.

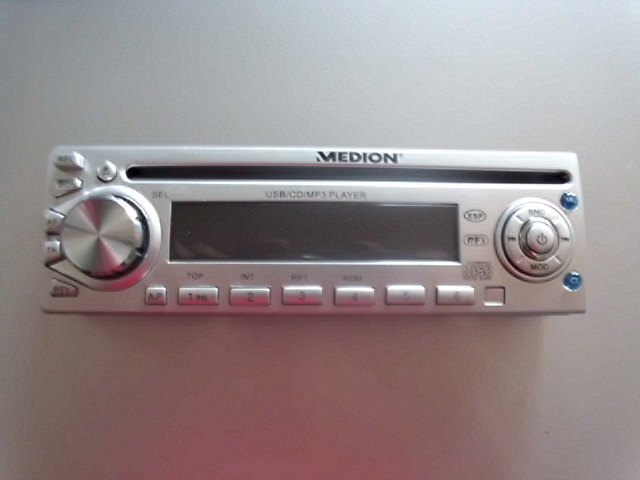
Un autoradio Medion.
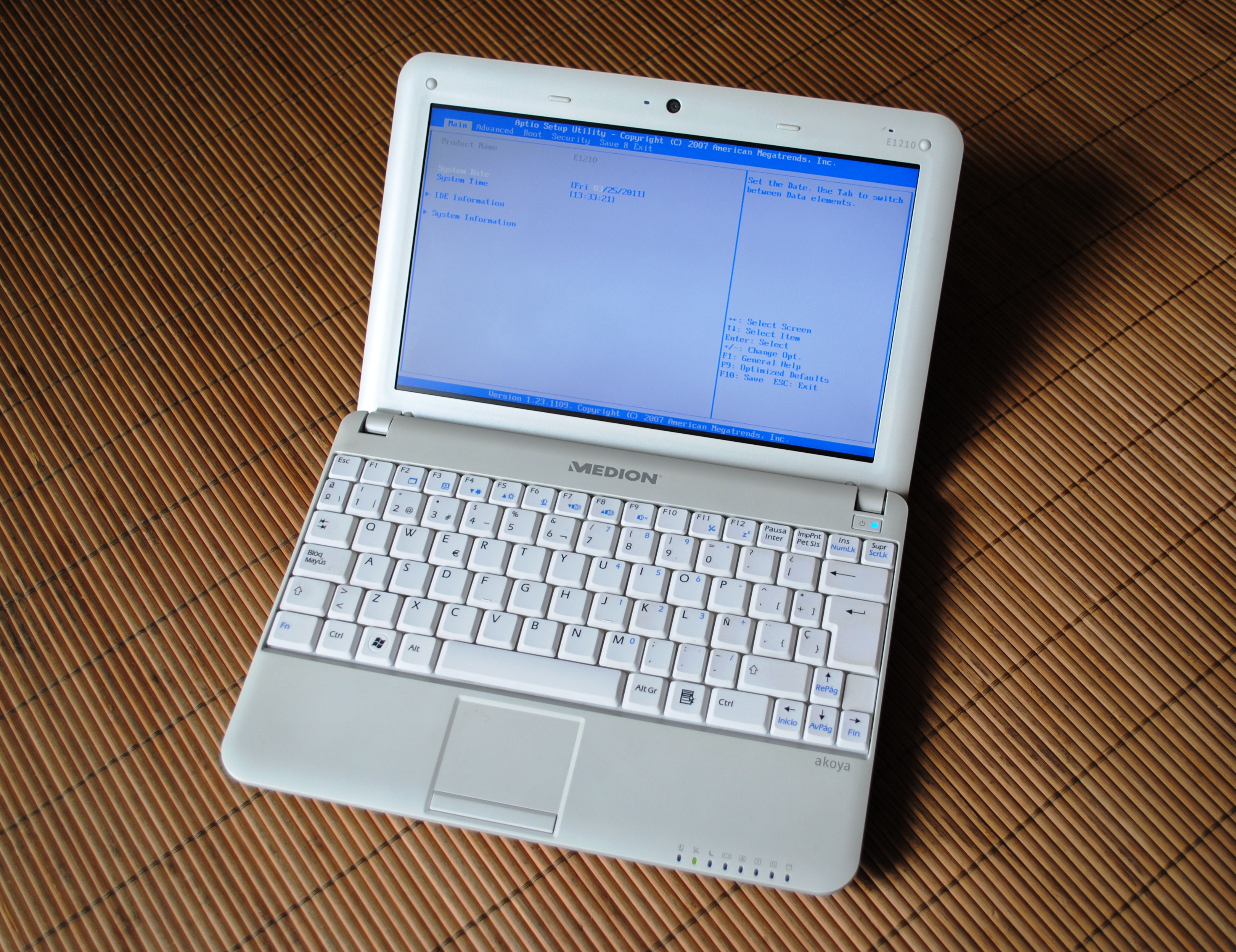
Un ordinateur portable Akoya E1210.
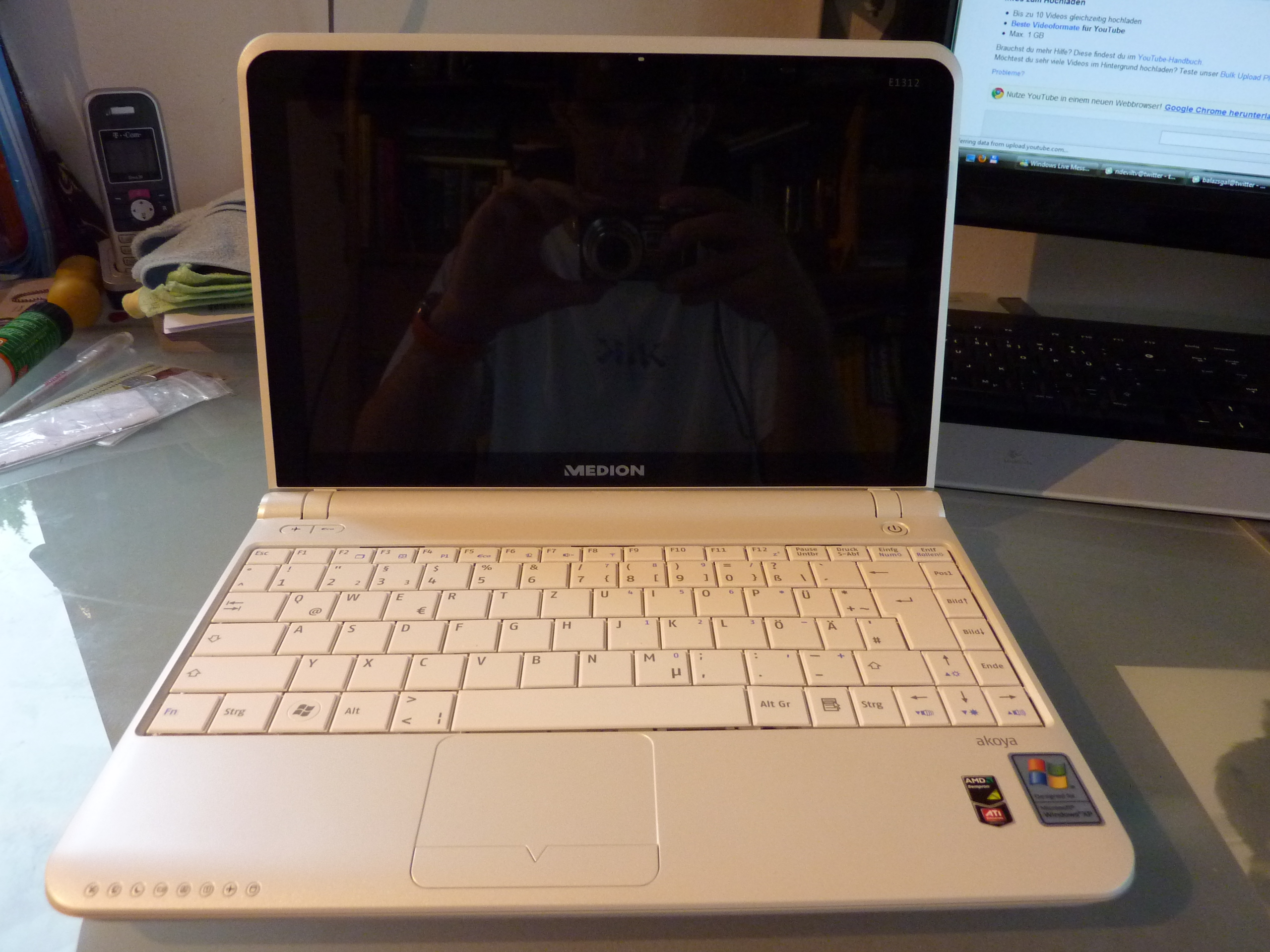
Un Akoya Mini E1312.
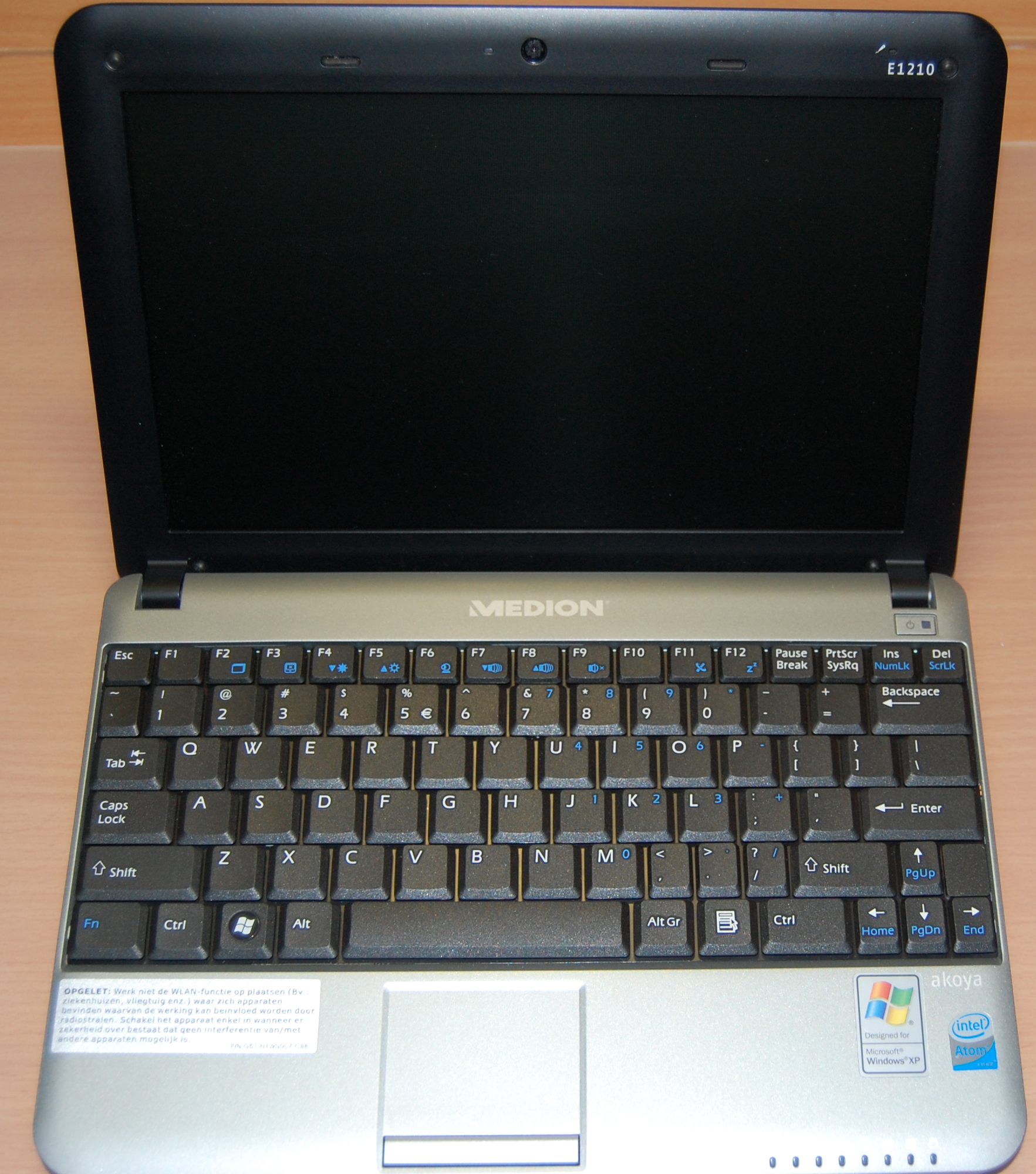
Un E1210.
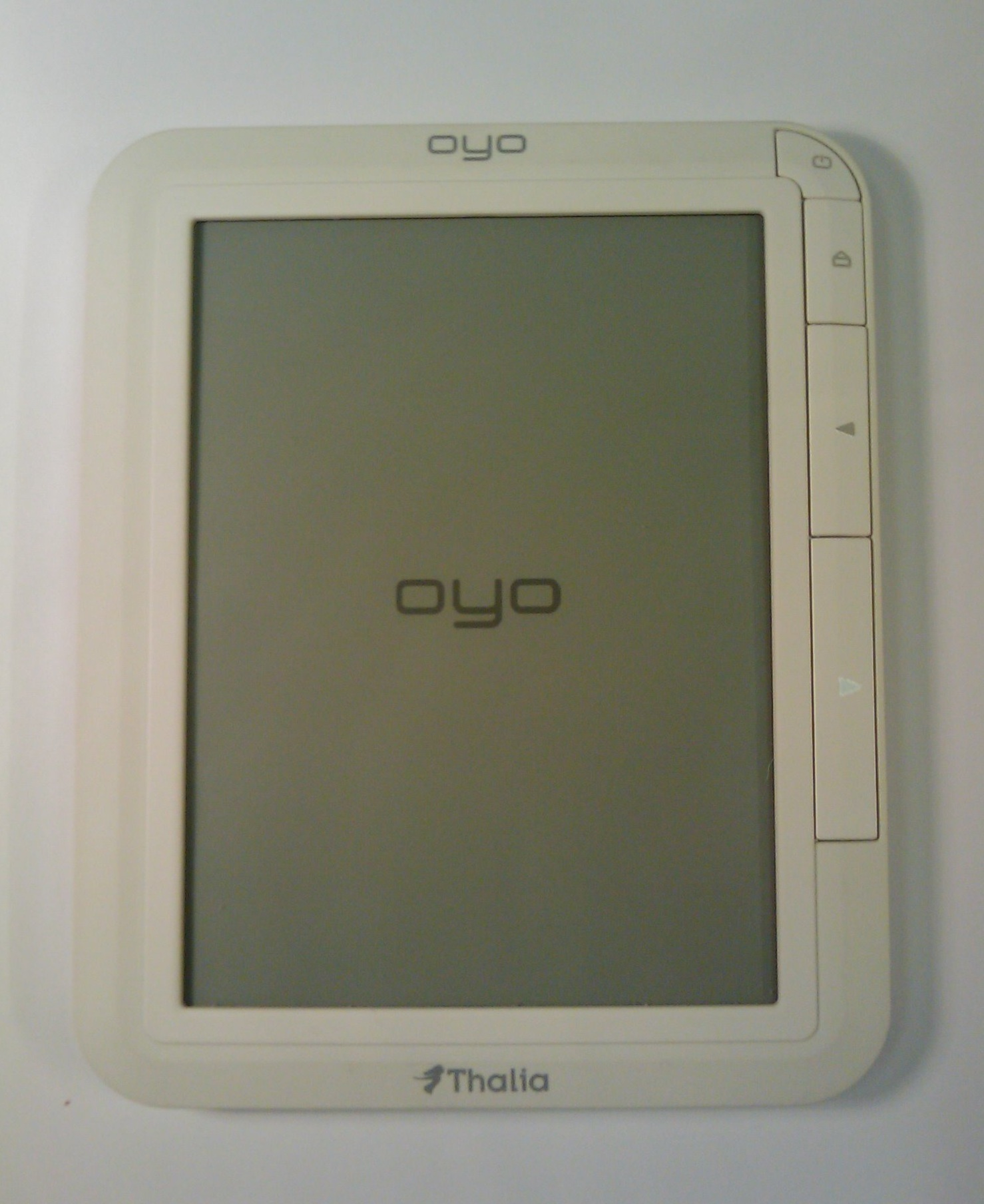
Une liseuse électronique OYO.